# Jean-Liévin-Joseph Sion
Jean-Liévin-Joseph Sion (Estaires, 11 giugno 1890 – Montbeton, 19 agosto 1951) è stato un missionario e vescovo cattolico francese.

## Biografia
L'11 settembre 1907 entrò nel seminario della Società per le missioni estere di Parigi e fu ordinato prete il 20 marzo 1920. Fu assegnato alla missione della Cocincina orientale e partì il 27 giugno 1920.
Il 23 dicembre 1941, mentre era pro-vicario apostolico di Quy Nhơn, fu eletto vescovo titolare di Mideo e vicario apostolico di Kontum.
Fondò la congregazione indigena delle Figlie della Medaglia miracolosa, eretta nel 1947, la cui formazione fu affidata alle Figlie della carità di San Vincenzo de' Paoli.
Nel 1950 tornò in patria per prendere parte all'assemblea generale della Società per le missioni estere di Parigi: a causa delle sue precarie condizioni di salute, rimase in Francia dove si spense l'anno seguente.

## Genealogia episcopale
La genealogia episcopale è:
- Patriarca Eliya XII Denha
- Patriarca Yukhannan VIII Hormizd
- Vescovo Isaie Jesu-Yab-Jean Guriel
- Arcivescovo Augustin Hindi
- Patriarca Yosep VI Audo
- Patriarca Eliya XIV Abulyonan
- Patriarca Yosep Emmanuel II Thoma
- Vescovo François Daoud
- Arcivescovo Antonin-Fernand Drapier, O.P.
- Vescovo Jean-Liévin-Joseph Sion, M.E.P.